# 피터 손
피터 손(Peter Sohn, 1977년 ~ )은 미국의 애니메이터, 애니메이션 영화 감독·각본가로 픽사 소속의 아티스트이다. 《니모를 찾아서》(2003), 《인크레더블》(2004) 등에서 스토리보드 작업을 했고 2015년 《굿 다이노》로 첫 장편 애니메이션 연출을 맡았다. 한국계 이민 가정 2세이다.
그의 부모는 뉴욕에서 과일가게를 했다. 애니메이터의 꿈을 가지고 있던 피터 손은 칼아츠 재학중에 업계에 뛰어들었고, 월트디즈니와 워너브라더스를 거쳐 2000년 9월 픽사 애니메이션 스튜디오에 입사했다.
손은 자사 작품의 성우로서도 활동하여 《라따뚜이》(2007), 《몬스터 대학교》(2013)에서 목소리 연기를 했다. 《업》의 러셀, 《몬스터 대학교》의 스퀴시는 손 감독을 모델로 만들어진 캐릭터이다.

## 연출작 목록
- 구름 조금 Partly Cloudy (2009)
- 굿 다이노 (2015)
- 엘리멘탈 (2023)